# Powiat Rügen (1818–1952)

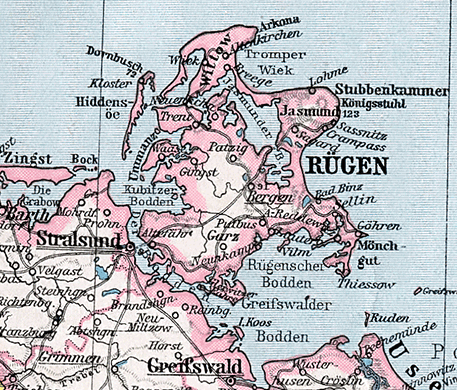
Mapa powiatu z 1905 r.

Powiat Rügen (niem. Landkreis Rügen, Kreis Rügen, Kreis Bergen, Kreis Bergen auf Rügen; pol. powiat rugijski) – dawny powiat na terenie kolejno Prus, Cesarstwa Niemieckiego, Republiki Weimarskiej oraz III Rzeszy, istniejący od 1818 do 1952. Do 30 września 1932 należał do rejencji stralsundzkiej, w prowincji Pomorze, ale dzień później został włączony do rejencji szczecińskiej w tej samej prowincji. Teren dawnego powiatu leży obecnie w Niemczech, w kraju związkowym Meklemburgia-Pomorze Przednie w powiecie Vorpommern-Rügen.